# Greater Madawaska
Greater Madawaska es un municipio canadiense situado en la provincia de Ontario.

## Superficie
Greater Madawaska tiene una superficie de 1018,15 km².

## Demografía
En 2021, tenía 2864 habitantes, una densidad poblacional de 2,8 hab./km², y 2251 viviendas.